# Liste der Kulturgüter in Wangen SZ
Die Liste der Kulturgüter in Wangen SZ enthält alle Objekte in der Gemeinde Wangen im Kanton Schwyz, die gemäss der Haager Konvention zum Schutz von Kulturgut bei bewaffneten Konflikten, dem Bundesgesetz vom 20. Juni 2014 über den Schutz der Kulturgüter bei bewaffneten Konflikten sowie der Verordnung vom 29. Oktober 2014 über den Schutz der Kulturgüter bei bewaffneten Konflikten unter Schutz stehen.
Objekte der Kategorie A sind im Gemeindegebiet nicht ausgewiesen, Objekte der Kategorie B sind vollständig in der Liste enthalten, Objekte der Kategorie C fehlen zurzeit (Stand: 1. Januar 2023). Unter übrige Baudenkmäler sind zusätzliche Objekte zu finden, die gemäss Angaben des kantonalen Denkmalschutzes als geschützte Denkmäler eingestuft wurden und nicht bereits in der Liste der Kulturgüter enthalten sind.

## Kulturgüter
| Foto |                                                                    | Objekt                                    | Kat. | Typ | Standort                                   | Beschreibung |
| ---- | ------------------------------------------------------------------ | ----------------------------------------- | ---- | --- | ------------------------------------------ | ------------ |
| BW   | Datei hochladen · Wikidata zu Haus Oberhof (Q29882319)             | Haus Oberhof KGS-Nr.: 04901               | B    | G   | Oberhofweg 10a 710649 / 227658             |              |
| ja   | Datei hochladen · Wikidata zu Pfarrkirche St. Kolumban (Q29882325) | Pfarrkirche St. Kolumban KGS-Nr.: 04902   | B    | G   | Dorfplatz 8.1 710392 / 227881              |              |
| ja   | Datei hochladen · Wikidata zu Haus (Q29882320)                     | Haus KGS-Nr.: 12996                       | B    | G   | Siebnen, Kreuzstrasse 25 710331 / 226750   |              |
| ja   | Datei hochladen · Wikidata zu Kollegium Nuolen (Q29882322)         | Kollegium Nuolen KGS-Nr.: 12997           | B    | G   | Nuolen, Bruggholzstrasse 2 709882 / 229124 |              |
| ja   | Datei hochladen · Wikidata zu Schulhaus (Q29882326)                | Schulhaus KGS-Nr.: 12998                  | B    | G   | St. Gallerstrasse 1 710440 / 227750        |              |
| ja   | Datei hochladen · Wikidata zu Alte Fabrik Siebnen (Q20190324)      | Spinnerei und Nebengebäude KGS-Nr.: 12999 | B    | G   | Siebnen, Fabrikstrasse 28 710216 / 226336  |              |

## Übrige Baudenkmäler
| ID     | Foto |                                                                 | Objekt               | Typ | Standort                                                | Beschreibung |
| ------ | ---- | --------------------------------------------------------------- | -------------------- | --- | ------------------------------------------------------- | ------------ |
| 24.002 | ja   | Datei hochladen · Wikidata zu Friedhofkapelle (Q123251234)      | Friedhofkapelle      | G   | Dorfplatz 8.2 710424 / 227854                           |              |
| 24.003 | ja   | Datei hochladen · Wikidata zu Kapelle St. Wendelin (Q123251512) | Kapelle St. Wendelin | G   | St. Wendelstrasse 709637 / 228190                       |              |
| 24.004 | ja   | Datei hochladen                                                 | Pfarrhaus            | G   | Dorfplatz 8 710350 / 227919                             |              |
| 24.007 | ja   | Datei hochladen                                                 | Gasthof Sternen      | G   | Dorfplatz 5 710367 / 227804                             |              |
| 24.010 | BW   | Datei hochladen                                                 | Haus Eggenbühlhof    | G   | Kirchrainweg 17a 710625 / 227941                        |              |
| 24.011 | ja   | Datei hochladen                                                 | Haus                 | G   | Zopfstrasse 32 710892 / 227334                          |              |
| 24.012 | ja   | Datei hochladen                                                 | Haus                 | G   | Hengstackerstrasse 99 709523 / 227495                   |              |
| 24.013 | ja   | Datei hochladen                                                 | Haus                 | G   | Hengstackerstrasse 100 709584 / 227395                  |              |
| 24.014 | BW   | Datei hochladen                                                 | Haus                 | G   | Nuolerstrasse 23a 709930 / 228054                       |              |
| 24.016 | ja   | Datei hochladen                                                 | Haus                 | G   | Siebnen, Kreuzstrasse 23, 23a 710402 / 226707           |              |
| 24.017 | BW   | Datei hochladen                                                 | Haus Wydenhof        | G   | Siebnen, Mühlestrasse 22 710129 / 226572                |              |
| 24.019 | ja   | Datei hochladen                                                 | Mehrfamilienhaus     | G   | Siebnen, Fabrikstrasse 21a–21h 710354 / 226136          |              |
| 24.021 | ja   | Datei hochladen                                                 | Haus                 | G   | Nuolen, Linthgasse 2, 4 / Seestrasse 70 709884 / 228926 |              |
| 24.022 | ja   | Datei hochladen                                                 | Bauernhaus           | G   | Nuolen, Seestrasse 78 709940 / 229135                   |              |
| 24.023 | ja   | Datei hochladen                                                 | Haus Donnerhof       | G   | Nuolen, Seestrasse 76 709924 / 229096                   |              |
| 24.025 | ja   | Datei hochladen                                                 | Haus                 | G   | Nuolen, Seestrasse 106 710342 / 229146                  |              |
| 24.026 | ja   | Datei hochladen                                                 | Haus Acherhof        | G   | Nuolen, Acherhof 10 709559 / 228842                     |              |

Legende: Siehe Legende der Liste der Kulturgüter von nationaler und regionaler Bedeutung. Anstelle der KGS-Nummer wird als Objekt-Identifikator (ID) die Nummer im Kantonalen Schutzinventar (KSI) verwendet.